# الريفيون
الرِّيفيون (باللغات الأمازيغية: یریفین)، بالعامية: الريافة أو الروافة، هم الأمازيغ القاطنون في منطقة الريف، شمال المغرب، أو الذين ترجع أصولهم إلى هذه المنطقة. نظراً لموجات هجرة تاريخية، يتواجد الريفيون في مناطق أخرى من المغرب (كطنجة وتطوان وفاس) وفي الخارج، مشكلين الجاليات الريفية المتواجدة خصوصًا في هولندا وفرنسا وبلجيكا وألمانيا وإسبانيا إضافة إلى جالية قليلة في الدول الإسكندنافية (النورويج - الدانمارك - السويد). اللغة الأم للريفيين هي الأمازيغية الريفية، ومن أهم لغاتهم الثانية العربية (دارجة وفصحى) والفرنسية والإسبانية والهولندية. يتميز الريفيون بتنوع روافدهم العرقية، وبتنوع تركيبتهم القبلية ويأتي في القائمة قبائل بني ورياغل، وتمسمان، وبني توزين، وبَقُّوية (إبقوين)، وقَلْعية (إقلعين)، وجَزْناية.

## بين التعريف الجغرافي والتعريف الثقافي
يتأرجح مصطلح «الريفيين» أو «ريافة» بين المعنيين الثقافي والجغرافي، فنظراً لعوامل الهجرة والتأثيرات التاريخية والثقافية المتعاقبة التي عرفتها منطقة الريف، لا يوجد تطابق كامل بين الريف الجغرافي (جبال الريف) وفضاء انتشار الناطقين بالأمازيغية الريفية.
على الرغم من أن المناطق الجبلية المحيطة بتطوان وشفشاون تنتمي جغرافياً إلى الريف، إلا أن ساكنتها، المعروفة بجبالة (أو الجبليين) هي مزيج عرقي من الأمازيغ والعرب، تعتبر من الناطقين بالعربية (بلهجتها الجبلية).

بالمقابل، هناك العديد من المناطق الجغرافية الواقعة خارج المجال الجغرافي للريف، يعتبر سكانها من الريفيين، وخصوصاً في المغرب الشرقي، بين واد كيس ونهر ملوية، وهو فضاء قبائل آيت إيزناسن. في نفس السياق، يصنف الأنثروبولوجيون أيضا سكان منطقة بني سنوس في الجزائر ضمن العنصر الريفي.

تصنف أيضا ضمن المحيط الثقافي الريفي، جزر سكانية عربية، مثل كتامة وصنهاجة السراير، تتميز بثنائية لغوية عربية/أمازيغية، ويفسرها المؤرخون بموجات الهجرة العربية التي رافقت المرحلة الإسلامية، إضافة للهجرات اللاحقة لمكونات عربية، اندمجت وتمزغت في الفضاء الريفي، ومنها على سبيل المثال الأدارسة الذين هاجروا إلى الريف ومنطقة غمارة.

بصفة عامة، القاسم المشترك بين الريفيين هو اللغة والتاريخ والهوية المشتركة، وارتباطهم بمجال جغرافي، ظل نسبيا معزولا عن التأثيرات الحضارية الأخرى، ومقاوما للاستيعاب الثقافي، وهي إحدى الأسباب الرئيسية التي جعلت لغتهم ذات استقلالية خاصة، مقارنة بباقي اللهجات الأمازيغية. كما ساهمت الاستقلالية التي ميزت تاريخ الريفيين في علاقتهم مع الدول المتعاقبة عبر الزمن، والأحداث التاريخية المهمة التي طبعت تاريخهم الحديث في خلق وعي ثقافي مشترك يتجاوز القاسم اللغوي الأمازيغي.

## التاريخ

### العصور القديمة

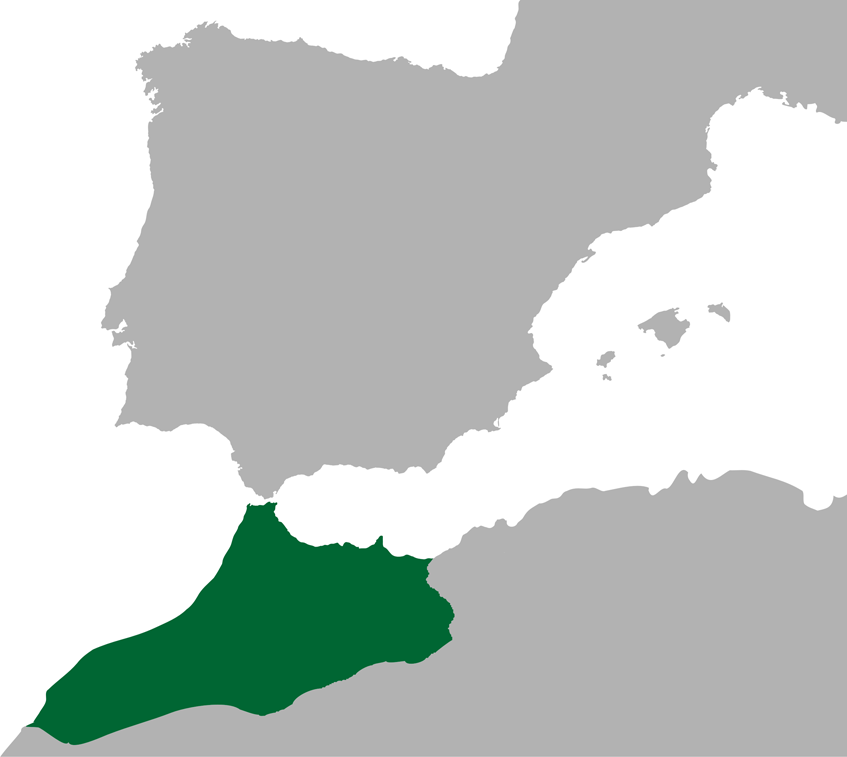
موريطنية الطنجية

تشير المصادر الإغريقية واللاتينية إلى وجود الأمازيغ في الساحل الشمالي للمغرب منذ آلاف السنين، وورد ذكرهم في تأريخ هيرودوت (600 ق.م) وإسترابون (القرن الأول)، إضافة إلى المصادر اليهودية المشيرة إلى لجوء الكنعانيين المطرودين من الشرق إلى المنطقة، وانتشار الديانة اليهودية في المنطقة.

عرفت منطقة الريف بناء أول حواضر فينيقية في القرن الثالث ق.م، تمثلت في الموانئ التجارية لروسادير (مليلية حاليا) وسبتم (سبتة) وطنجيس (طنجة). بعد انتهاء الحروب البونيقية، انتقلت المنطقة إلى مرحلة حكم بوكوس الأول وجوبا الثاني، عاهلي مملكة موريطنية، التابعة لروما.

في القرن الأول بعد الميلاد، أصبح الريفيون رعايا للإمبراطورية الرومانية، في إطار إقليم موريطنية الطنجية، وعرفت المنطقة نمو عدة حواضر رومانية، خصوصا في روسادير (مليلية) وتمودة (تطوان) وبادس (الحسيمة). ضعف الوجود الروماني في المنطقة مع حلول القرن الخامس الميلادي، والذي عرف اجتياح الوندال القادمين من أوروبا، ودخلت المنطقة بعد ذلك في مرحلة من الاستقلالية النسبية، إزاء الحكم البيزنطي، ساعدت عليها بنية تضاريس الريف.

### المرحلة الإسلامية

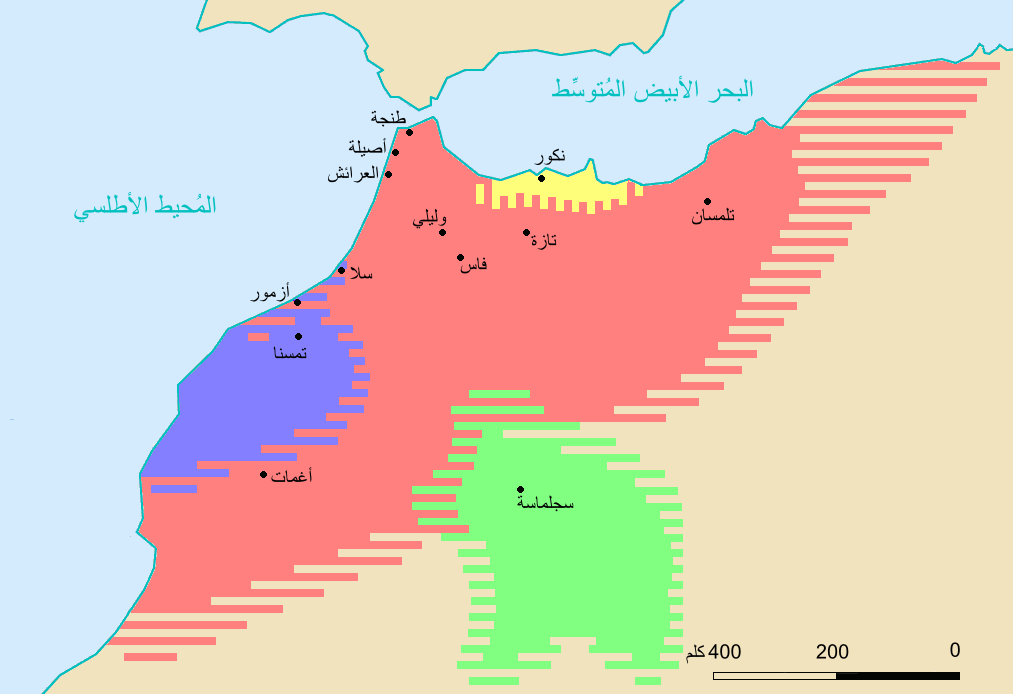
إمارة نكور (باللون الأصفر) زمن الأدارسة.

دخل الإسلام إلى الريف في القرن السابع الميلادي (سنة 92 هجرية)، وكانت منطقته الغربية (سبتة وطنجة) ممرا رئيسيا للامتداد الإسلامي في الأندلس. كان الاحتكاك الأول بين المسلمين والريفيين، صعبا، بسبب الاستقلالية النسبية التي كانت للمنطقة، وعدم استئناس الريفيين بوضعية التبعية لحكم مركزي. كان الريف مسرحا لأولى الثورات المطالبة باستقلال المغرب الأقصى عن المركز المشرقي (الدولة الأموية)، على غرار انتفاضات طنجة في سنتي 739 م و740 م.

في سنة 710 ميلادية، تأسست في الريف الأوسط والشرقي إمارة نكور (أو إمارة بني صالح)، والتي تعتبر أول دولة إسلامية مستقلة في الغرب الإسلامي، واستمرت لثلاثة قرون، وعايشت الدولة الإدريسية التي بسطت نفوذها على الريف الغربي وباقي المغرب الأقصى إلى غاية سنة 985 ميلادية. من أهم ماطبع منطقة الريف خلال مرحلة إمارة النكور دخول العنصر العربي وانصهاره في المنظومة السكانية واللغوية الريفية، والذي كان مُشَكَّلاً في بدايته من الدعاة والشرفاء واللاجئين السياسيين (بحكم الحصانة الجغرافية للمنطقة)، على غرار فلول الدولة الإدريسية الذين التجؤوا للمنطقة في نهاية القرن العاشر الميلادي.

خلال مرحلة انحسار الوجود الإسلامي في الأندلس، شكل الريف فضاء للهجرة المؤقتة أو الدائمة للأندلسيين، سواء في منطقة الريف الغربي في شفشاون وتطوان وطنجة ومنطقة جبالة وقبائل غمارة والهبط، أو الريف الأوسط (قبائل بني ورياغل وبقيوة) أو الريف الشرقي (قبائل قلعية ولوطا والمطالسة).

تكمن أهمية المرحلة الممتدة بين القرنين العاشر والسادس عشر الميلاديين، في كونها تفسر تباين المشهد اللغوي الريفي بين الأحادية اللغوية الريفية والثنائية العربية/الأمازيغية، التي تميز الريف الأوسط والشرقي والتي تنحسر تدريجيا لفائدة العربية في اتجاه الغرب، لكون الأخير كان أكثر احتكاكا، بالمكون العربي، وصلة وصل بين المغرب والأندلس.

في القرن الخامس عشر، اتخذت الدولة الوطاسية من الريف منطلقا لها للإطاحة بالدولة المرينية. سيتعرض بعد ذلك الريف إلى احتلال بعض مدنه الساحلية (مليلية، بادس، سبتة، طنجة) من طرف القوى الأوروبية (إسبانيا والبرتغال خصوصا).

### مرحلة القرن 19 والاستعمار الإسباني

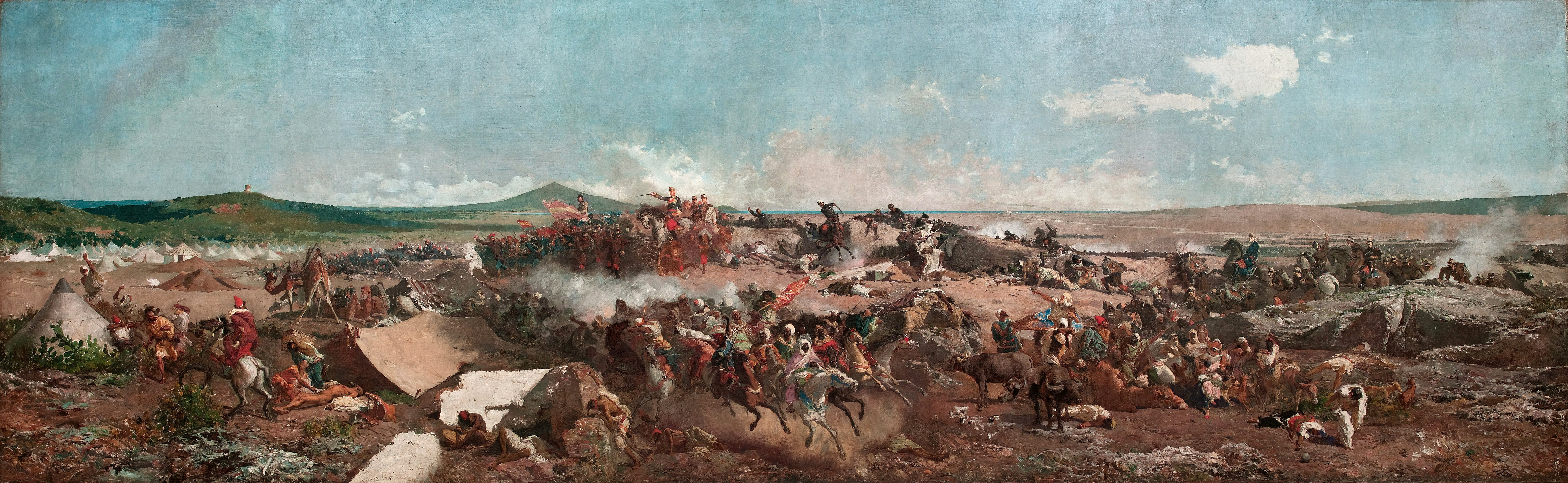
لوحة تصور الحرب الإسبانية المغربية (1859-1860) بريشة ماريانو فورتوني

شكلت أحداث القرن التاسع عشر عاملا حاسما في تشكيل الهوية السياسية الريفية، بحكم تداخل عاملين رئيسيين:
- وضعية الريف كجبهة مباشرة للتواجد الاستعماري الأوروبي، سواء في الثغور المحتلة من طرف إسبانيا، أو في الاحتكاكات التي كانت تحصل بسبب مقاومة القبائل الريفية للتوسع الاستعماري.
- عدم نجاح المخزن المغربي في أقلمة الريف مع بنيته الإدارية، للبنية الجغرافية من جهة، ولعجزه عن إلزام الريفيين باحترام التزاماته الدولية، مما جعل الريف مثالا «لبلاد السيبة»، مقابل بلاد المخزن، في أدبيات علم الاجتماع السياسي المغربي.

شكلت الحرب الإسبانية المغربية لسنة 1859 تجسيدا لهذا التداخل، عندما قام الحسن الأول بمعاقبة قبائل الريف الشرقي (إقلعين) لعدم التزامها باحترام بنود معاهدة واد راس التي أعطت لإسبانيا تنازلات سيادية مهمة، والتي تلتها حملات سلطانية تأديبية على غرار حملة بوشتى البغدادي، سنة 1898 ضد قبائل بطيوة.

في نهاية القرن التاسع عشر وبداية القرن العشرين، عرف الريف موجات هجرة مهمة للجزائر الفرنسية، للاشتغال في الفلاحة، بسبب الوضعية الاقتصادية الصعبة التي كان يمر بها المغرب؛ قدر عدد الريفيين الذين هاجروا عبر ميناء مليلية، إلى وهران ب 70 ألفا سنة 1908 وحدها.

تميزت المرحلة الممتدة بين 1900 و1912، بضعف كبير للدولة المغربية، وبتزايد التمدد والأطماع الاستعماريين لإسبانيا وفرنسا. أدت هذه الوضعية إلى بروز حركة الروكي في الريف الشرقي، والذي أسس كيانا مستقلا عن المركز السلطاني، بين 1902 و1907، وقام بإعطاء امتيازات اقتصادية للإسبان والفرنسيين. بسبب تنازلات الروكي وتخاذل السلطان عبد الحفيظ، قاد الشريف محمد أمزيان، المقاومة ضد الإسبان في الحرب الخاطفة التي عرفت بحرب مليلية لسنة 1909، والتي رغم حسمها من طرف الإسبان (بدعم من السلطان عبد الحفيظ)، إلا أنها تعتبر من طرف المؤرخين ذات رمزية خاصة في الوعي السياسي الريفي في القرن العشرين.

علم جمهورية الريف

في 1912، فرضت الحماية الإسبانية على شمال المغرب، وفرضت إسبانيا تقسيما إداريا في المنطقة يطابق مجالات القبائل الريفية. في 1920، قام محمد بن عبد الكريم الخطابي بتوحيد قبائل الريف، كبني ورياغل وبقيوة وقبائل جبالة، وتأسيس مجلس قبائل، خاض مقاومة مسلحة ضد الاستعمار الإسباني، توجت بانتصار كبير في معركة أنوال، تلاه إعلان الجمهورية الريفية سنة 1923. تشكلت بعد ذلك جبهة إسبانية فرنسية، مدعومة من طرف ملك المغرب، آنذاك، يوسف، من أجل الإطاحة بالجمهورية الناشئة، من خلال حملة عسكرية ضخمة استعملت فيها الأسلحة الكيماوية بكثافة، وانتهت بإنزال الحسيمة سنة 1926. تكمن أهمية مرحلة جمهورية الريف في كونها ظلت تشكل رمزية في المشترك السياسي الريفي، بحكم كونها جسدت تطور الوعي السياسي الريفي إلى مرتبة فوق قبلية، وبسبب إشعاعها الدولي والمواقف السياسية، اللاحقة، لأيقونتها الخطابي، وهو ما أدى إلى استمرار رمزيتها في المشهد السياسي الريفي إلى حدود الفترة المعاصرة.

كانت منطقة الريف، إحدى المعاقل العسكرية لجيش التحرير المغربي الذي تأسس في بداية الخمسينات، بدعم من لجنة تحرير المغرب العربي بالقاهرة، والتي كان عبد الكريم الخطابي أحد أعمدتها، وكان جيش التحرير قد اتخذ من الريف مسرحا لعملياته العسكرية، بعد اشتداد الخناق على الحركة الوطنية المغربية في المجالات الحضرية. شهدت منطقة الريف مجموعة من العمليات العسكرية في كزناية وتطوان والناضور وأكنول وبورد وتيزي وسلي.

### بعد الاستقلال
بعد استقلال المغرب، رفضت أجنحة في جيش التحرير المغربي، نتائج المسلسل السياسي لاستقلال المغرب، مما أدى إلى اندلاع أزمة سياسية بين الفصائل الممانعة من جهة والدولة المغربية وحزب الاستقلال من جهة أخرى. تطورت الأزمة إلى انتهاكات حقوقية (تصفية المعارضين واجتثاث حزب الشورى والاستقلال من الشمال المغربي) وعنف سياسي، أدى إلى اندلاع انتفاضة الريف سنة 1958، بقيادة سلام أمزيان، والتي تم قمعها، من طرف الجيش المغربي، بقيادة ولي العهد، آنذاك، الأمير الحسن، بدعم عسكري فرنسي. خلفت الاتفاضة مقتل العديد من المدنيين الريفيين (يقدر العدد بين 3000 و8000)، وعرفت بين الريفيين بعام إقبّارن، ولا تزال تشكل تلك الانتفاضة معضلة في الذاكرة التاريخية المغربية، نظرا للتجاوزات الحقوقية الكبيرة التي رافقت قمع الانتفاضة.

دخل الريفيون بعد ذلك في فترة تهميش اقتصادي وسياسي، أدى إلى هجرة كثيفة للريفيين إلى أوروبا (خصوصا هولندا وألمانيا)، وكانت الأقاليم المغربية الريفية، تتميز بأكبر نسب المهاجرين في المغرب، سنة 1973: الناضور (26/ في كل ألف نسمة)؛ الحسيمة (19/1000)؛ تازة (14/1000).

أدى تهميش الريف إلى خلف واقع اقتصادي غير نظامي، غلبت عليه الأنشطة غير القانونية (كالتهريب وزراعة وتجارة القنب الهندي). وعرفت المنطقة عدة انفجارات اجتماعية، خصوصا في انتفاضتي 1984 (تطوان والحسيمة والناضور والقصر الكبير) و1990 (طنجة).

بعد 1999، عرفت سياسة الدولة المغربية تحولا في مقاربة الشأن الريفي، عبر مسلسل جبر ضرر ثقافي واجتماعي واقتصادي، تمثل في استثمارات اقتصادية مهمة (خصوصا في طنجة وتطوان والحسيمة والناضور)؛ وإطلاق مسلسل عدالة انتقالية، اعترف، جزئيا، بتجاوزات الدولة الحقوقية في المنطقة. رغم ذلك، لا تزال إشكاليتا جبر الضرر الاقتصادي وصيانة الذاكرة التاريخية حاضرتين بقوة في الريف، وتتمظهران في استمرار عسكرة المنطقة وطغيان المقاربة الأمنية على التدبير العمومي لشؤون المنطقة.

## اللغة

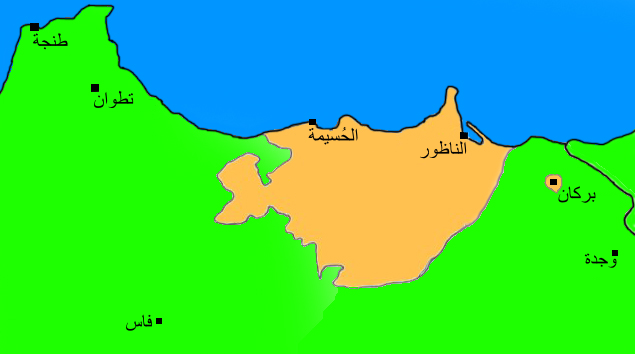
خريطة انتشار أمازيغية الريف حسب أطلس اللغات الأمازيغية لمنى لفقيوي

تنتمي تريفيت (أو تمازيغت يسميها الريفيون)، إلى مجموعة اللغات الزناتية الأمازيغية (تمازيغت تزناتيت)؛ تتميز اللهجة الريفية، تريفيت، عن لهجات اللغة الأمازيغية الأخرى، بخصائص صوتية فريدة، مثل ميلها إلى تحويل الصوامت الانفجارية إلى شبه صوامت، على غرار اللغة القبايلية. من أهم مميزات تريفيت:
- إضافة إلى المصوتات الأمازيغية الأساسية (i, u, a)، تتميز الريفية بالمصوتات الممددة الناتجة عن اختفاء الصامت (r) عندما يلي حرفا مصوتا، وذلك حسب القاعدة التالية:

مصوت + (r) = مصوت ممدد (أمثلة: amɣar «عجوز» = amɣaa ؛ argaz «رجل» = aagaz)
- قلب (L) إلى (r)؛ أمثلة: ilem = irem «جلد» وadfel = adfer «ثلج»
- تحول (LL) إلى الصامت الموقوف الاحتكاكي (dj)؛ أمثلة: alli = adgi «المخ» وagellid = azegid, «ملك»
- كثافة الصوامت المعطشة، على شاكلة تحويل (lt) إلى الصامت الموقوف الاحتكاكي (tch) في حالة ultma = utchma «أخت»

إضافة لهذه الخصائص الصوتية، التي تتزايد مع الاقتراب من الريف الأوسط، تتميز اللغة الريفية بمتغيرات محلية، على غرار لهجة صنهاجة السراير، واللهجة المتحدث بها في بعض الجزر اللغوية الأمازيغية في مجال غمارة في الريف الغربي.

على مستوى الكتابة المعيارية، لا تزال الريفية تخلق جدلا بين الأكاديميين والفقهاء اللغويين الأمازيغيين في المغرب، حول ما إذا كانت الريفية تستحق معيرة خاصة بها، أم لا؛ نظرا لفرادتها الصوتية بين فروع اللغة الأمازيغية الأخرى، ولكون أبجدية تيفيناغ، الرسمية، التي قام بوضعها المعهد الملكي للثقافة الأمازيغية، لم تأخذ بعين الاعتبار بعض الصوامت المستعملة في الريفية مثل «الثاء» (في اسم العلم ثرايثماس مثلا)، و«الذال» (آبريذ=الطريق) وحرف P الموجود في بعض الكلمات الريفية.

## الخصائص الأنثروبولوجية

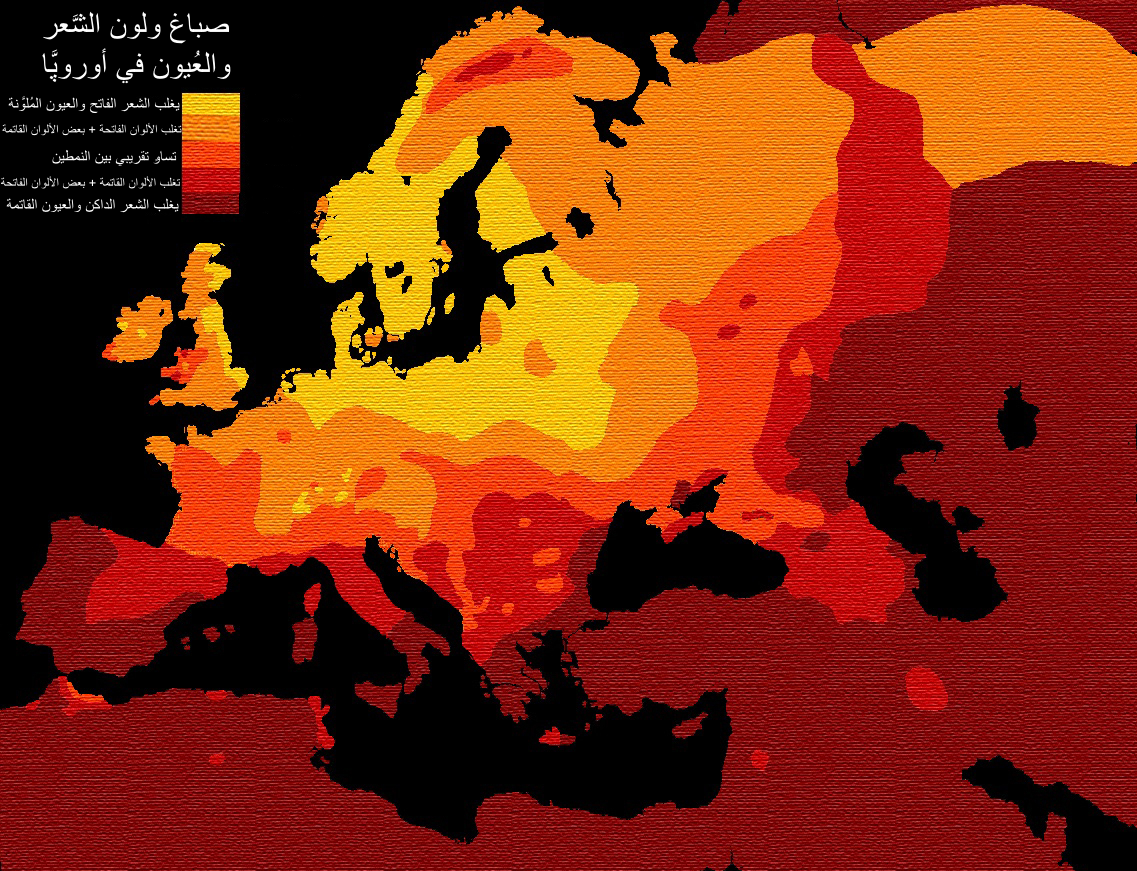
توزيع خاصيتي ألوان الشعر والعيون في أوروبا وشمال أفريقيا، حسب دراسة كارلستون كوون؛ 1939

حسب الدراسة الأنثروبولوجية لكارلستون كوون، أعراق أوروبا، التي صدرت سنة 1939، والتي اعتمدت على مجموعة من الدراسات الميدانية في المنطقة، تتميز الساكنة الريفية بخصائص مورفولوجية، تجعلها، أقرب عرقيا إلى شعوب شمال أوروبا.

رغم تنوع الروافد العرقية للريفيين، إلا أن ثلثي الساكنة تتميز ببشرة بيضاء وردية، وبعيون فاتحة (و ترتفع نسبة هذه المجموعة إلى 80% في الريف الأوسط)؛ الروافد السلالية المتبقية تتوزع على السحنات المتوسطية والإيبيرية والعربية والأمازيغية والألبية.

## التاريخ الاجتماعي والتركيبة القبلية
نظرا للعوامل الجغرافية والسياسية التي أثرت على التاريخ الاجتماعي للريفيين، حظي موضوع البنية الاجتماعية للريفيين، بزخم أكاديمي وعلمي مهم؛ وذلك لأهميته في فهم الآليات التي طبعت المنطقة مع السلطة المركزية من جهة (جدلية الصراع والإخضاع)، ولتفسير تطور الهوية الاجتماعية والسياسية للمنطقة. في أدبيات علم الاجتماع المغربي، بمكونيه الكولونيالي والوطني، هناك مدرستان لتوصيف البنية الاجتماعية السياسية المغربية:
- المدرسة الكولونيالية: والذي تجسدها أعمال أونري طيراس ومونتكومري هارت ورايمون جاموس، والذي يصور المجال السياسي المغربي حسب خطين منفصلين، خط القبيلة (المؤطر بسلطة الزاوية الدينية) وخط الدولة (المؤطر بمنظومة المخزن). وهو توصيف يرسخ بعد القطيعة والانفصال بين المجالين.[36]
- المدرسة المغربية: والذي تجسدها، مثلا، أعمال عبد الله العروي، والتي تصور خط السلطة بطريقة عمودية، تعتبر الزوايا مجرد أداة لإسقاط سلطة المخزن على القبائل، وأعمال عبد الله حمودي المركزة على النسق الثقافي للسلطة.[36]

تمكن المقاربتان من تأطير فهم التطورات التي عرفتها البنية القبلية في الريف، والتي تميزت بمتغيرات كثيرة في الأدوار التي لعبتها القوى السياسية الثلاث المؤطرة للبنية الاجتماعية الريفية، منذ القرن 16، إلى غاية القرن العشرين:
- الزاوية: والتي يمثلها شيخ الزاوية، الذي غالبا ما كان ذا نسب شريف، وله سلطة روحية وسياسية على مجال إشعاع الزاوية، إن على مستوى التحكيم بين القبائل (أو كونفيدراليات القبائل) أو على مستوى الوساطة مع السلطة المركزية (المخزن)، أو حتى على مستوى القيادة العسكرية المباشرة للاتحاديات القبلية، كما كان الشأن بالنسبة للزاوية الخمليشية مع كونفدرالية صنهاجة السراير. حسب أطروحة الباحث المغربي محمد جحاح، فسلطة الزاوية، كانت هي الثابت الحاسم، في المشهد الاجتماعي الريفي، وكان دورها ينطلق عند حدود سلطة الأمغار وعجز القياد القياد المخزنيين، مستفيدة من إشعاعها وتأثيرها الديني.[36]
- المخزن: الممثل من طرف عامل أو قائد مخزني، يعين على قبيلة معينة أو لفيف من القبائل؛ مهمته تمثيل السلطان وجباية الضرائب وضبط الأمن في مجاله الترابي، والذي كان يتمركز في مجموعة من القصبات العسكرية.[36]
- القبيلة: والممثلة في شيخ القبيلة (باللغات الأمازيغية: أمغار)[36] والتي يتمثل مفهومها في الريف (و باقي المناطق المغربية) في المفهوم الكلاسيكي (العرقي)، إضافة إلى المفهوم الجغرافي (القبيلة كوحدة سياسية إدارية).[10][37] حسب الأطروحة الانقسامية[38] لمونتكومري هارت، فالنسب لم يكن المفسر الوحيد لتطور البنية القبلية في الريف الأوسط والشرقي؛ والتي تميزت بانشطاريتها وانصهاريتها المتجددة، تبعا لظروف اقتصادية وسياسية لم تكن دائمًا مرتبطة بعامل النسب، بل وفق المصالح التي كانت تفرض التكتل لتدبيرها.[7]
- التكتلات القبلية: وكانت ذات مستويات مختلفة (المجلس القبلي، الجماعة، الفرقة، الدوار، الربع، الخمس) وأحيانا ذات صبغة حربية (اللف)، سواء خلال الحروب الأهلية بين القبائل، أو في مواجهة القوى الخارجية (قبائل أخرى، المخزن، المستعمر الأوروبي). كانت المجالس القبلية تؤطر وظائفها السياسية والتحكيمية وفق العرف الأمازيغي (أزرف).[10][36]

### التركيبة القبلية

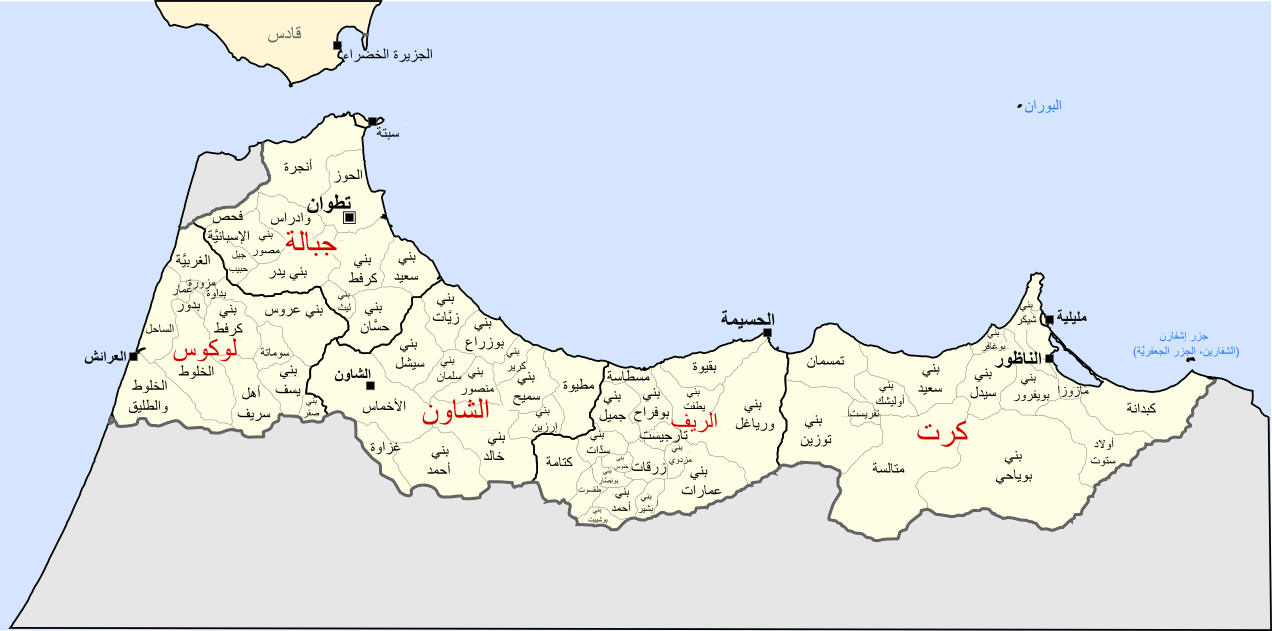
المجالات الجغرافية للقبائل الريفية، حسب التقسيم المعتمد خلال الحماية الإسبانية (1913-1956)

التركيبة القبلية الريفية تتنوع باختلاف تعريف المجال الريفي، من جهة، لغويا أو جغرافيا أو تاريخيا؛ وبمستوى التكتل القبلي من جهة أخرى.
هذه هي البنيات السياسية الإدارية للريف الأوسط والشرقي والشاون حسب التقسيم الإسباني (1913-1956):
- كبدانة
- مازوزا
- أولاد ستوت
- قبيلة بني بويحيى
- بني بويفرور
- بني سيدل
- بني شيكر
- بني بوغافر
- بني سعيد
- تمسمان
- بني أوليشك
- تافرسيت
- بني توزين
- مطالسة
- مسطاسة
- بني جميل
- بني سدات
- كتامة
- بني بوفراح
- تارجيست
- زرقات
- بني خنوس
- بني بونصار
- تاغزوت
- بني بوشيبت
- بني أحمد
- بني بشير
- بني عمارت
- بني مزدوي
- بني ورياغل
- بني يطفت
- بقيوة
- مطيوة
- بني ارزين
- بني سميح
- بني كرير
- بني بوزراع
- بني خالد
- بني منصور
- بني أحمد
- غزاوة
- بني زيات
- بني سيشل
- بني سلمان

المجموعات القبلية
- قلعية (أو إقلعين أو إقرعيين): في منطقة الناضور ومليلية، وفروعها مازوزا وبني شيكر وبني سيدل وبني بويفرور وبني بوغافر.[40]
- بني يزناسن: في منطقة المغرب الشرقي، وفروعها بني وريمش وبني عتيق وبني منقوش وبني خالد.
- قبيلة بني بويحيى: إحدى أكبر القبائل الامازيغية وتتواجد في مدينة العروي وجماعة تيزطوطين وحاسي بركان وصاكة وافسو
- صنهاجة السراير: في منطقة الريف الأوسط، وفروعها بني مزدوي وبني خنوس وبني سدات وبني بوشيبت وبني بشير وتاغزوت وكتامة.

للإضافات المتعلقة بالتركيبة القبلية لمنطقة الريف الغربي، انظر مقالة جبالة